# Ceratophrys aurita
Ceratophrys aurita is een kikker uit de familie Ceratophryidae. De soort werd voor het eerst wetenschappelijk beschreven door Giuseppe Raddi in 1823. Oorspronkelijk werd de wetenschappelijke naam Bufo auritus gebruikt.
De soort komt voor in delen van Zuid-Amerika en leeft endemisch in Brazilië. De habitat bestaat uit vochtige bossen in het laagland, in zoetwatermoerassen en vijvers. De kikker is te vinden in het gebied langs de kust tussen Porto Alegre en Salvador.
Deze kikker wordt bedreigd door verlies van leefgebied, maar wordt door de IUCN als niet bedreigd beschouwd.